# Virgen del Puerto (Plasencia)

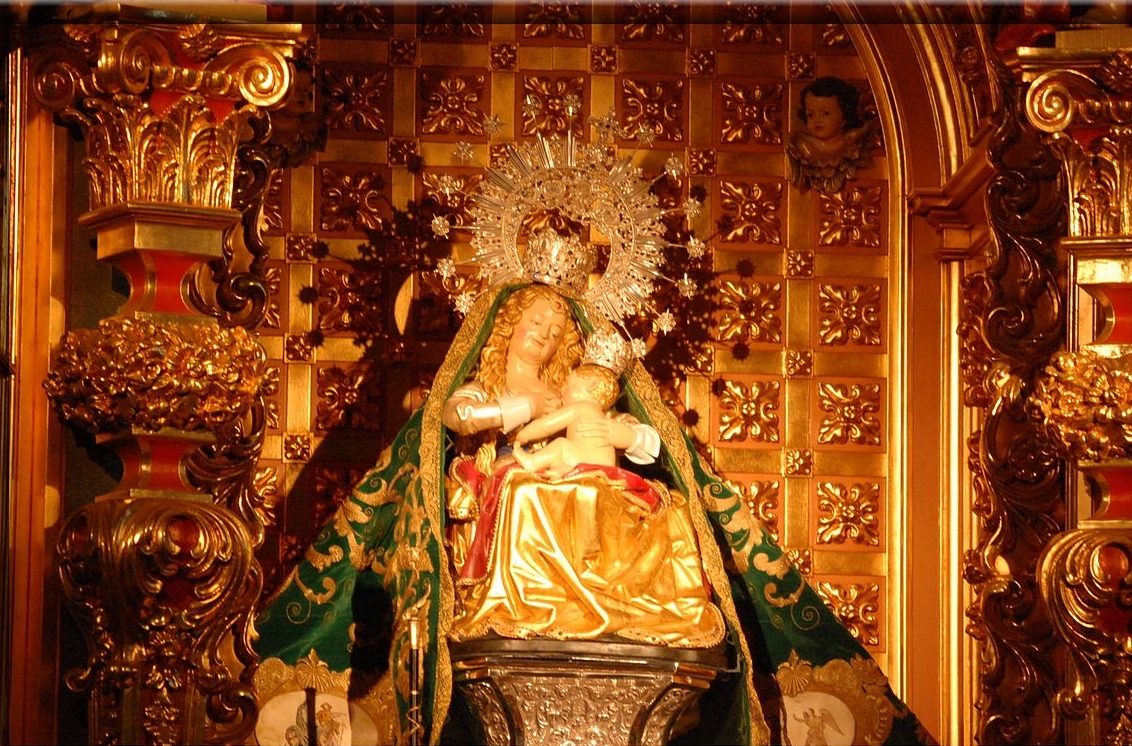

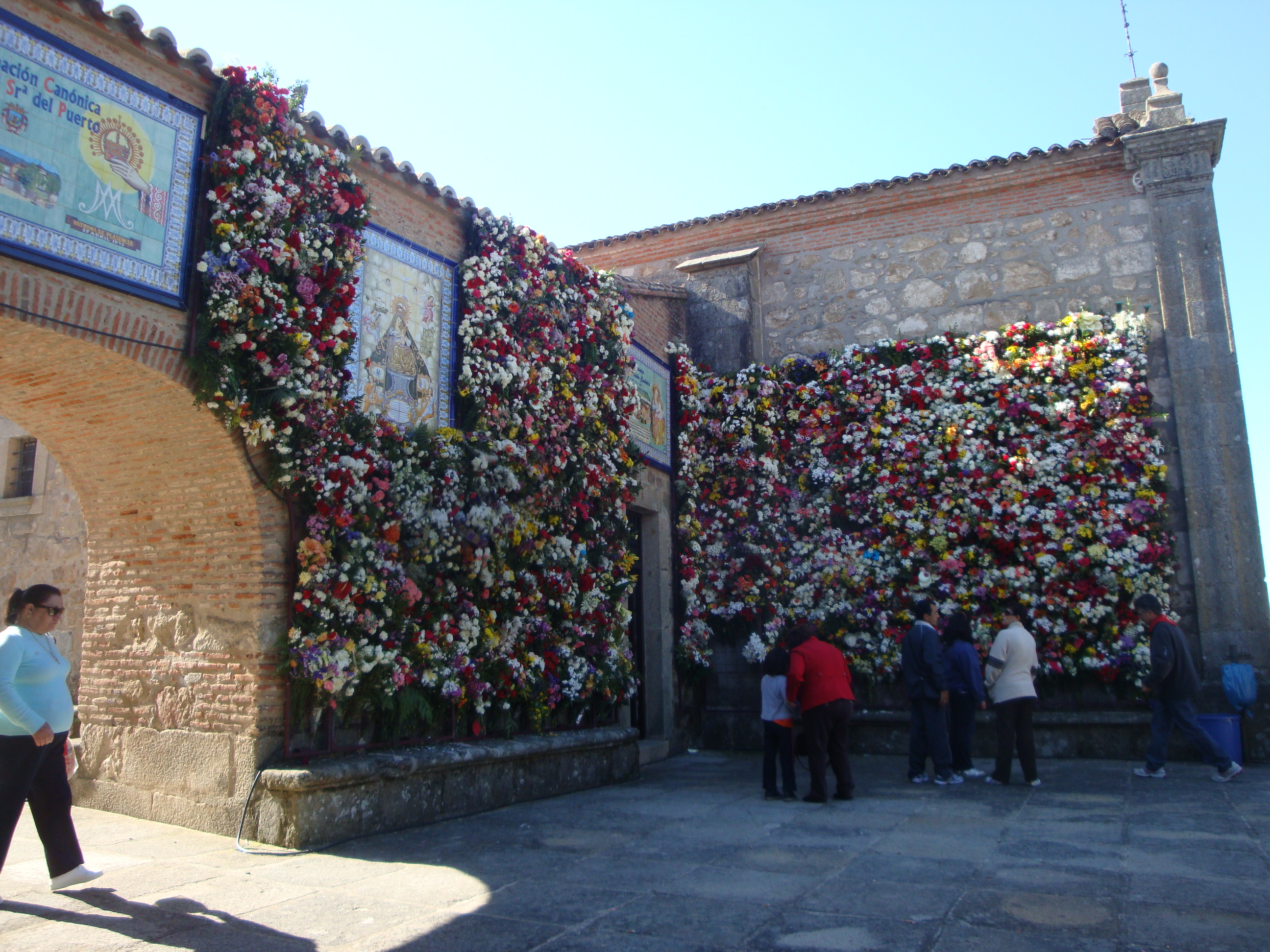
Ofrenda floral romería (2010)

La Virgen del Puerto es una advocación mariana que se venera en la ciudad de Plasencia (provincia de Cáceres), en la Comunidad autónoma de Extremadura (España). Fue declarada patrona de dicha ciudad por el Papa Pío X, y coronada canónicamente el 27 de abril de 1952. Es también Alcaldesa honoraria de la ciudad, nombramiento que el Ayuntamiento le otorgó un día antes de su coronación, y su festividad se celebra el domingo siguiente a la Pascua de Resurrección. Es la única virgen provinciana que tiene una ermita dedicada a ella en la capital de España (Madrid) a orillas del río Manzanares, réplica que llevó el Marqués de Vadillo y costeada por Plasencia y los pueblos placentinos. Tiene otras tres réplicas más, una en Canarias, otra en Argentina donde es patrona de los marineros y otra dedicada al culto para los más pequeños en la misma ciudad hidalga de Plasencia. 

## Historia
Se trata de una talla de madera policromada perteneciente al siglo XV de autor desconocido, que muestra unos caracteres estéticos góticos influenciados por el flamenco. El Niño se encuentra desnudo con las piernas cruzadas y con postura para mamar del seno materno. Sería una representación de la Virgen de la leche.
La historia cuenta que en la huida de los cristianos portugueses, escondieron la talla de la virgen en el monte Valcorchero, lugar donde se encuentra la ermita. La virgen apareció a un pastor diciéndole donde estaba su imagen y que acto seguido de encontrarla fuera a correr la noticia a toda la ciudad, lo que lo situó con un milagro dando tres pasos, el primero en el cancho de las tres cruces, el segundo en la cueva de Boquique y el tercero en la catedral de Plasencia, donde se encuentran una huella de pie. A los días los lugareños empezaron a construir la ermita, lugar primericio el cancho de las tres cruces, pero a la mañana siguiente, tanto lo construido como las herramientas se hallaban en lugares distintos, el segundo emplazamiento de las herramientas y la ermita fue en el mirador y el tercero en el actual lugar donde se encuentra asentada la ermita. Dando por entender que la virgen realizó dichos movimientos, hasta situar su ermita en el actual lugar, en el cruce del camino viejo del puerto de Castilla, por lo que la virgen se le nombró María del Puerto, y apodada cariñosamente "La Canchalera" por su aparición entre canchales del monte Valcorchero.
Se cuenta que el día de la aparición Plasencia resplandió en todo el valle, por eso a Plasencia se la conoce como "La perla del Valle".
Aunque la imagen de la virgen es de origen anónimo, muchos historiadores creen que se le podría atribuir a Rodrigo Duque Alemán más conocido como Rodrigo Alemán, Ícaro de Plasencia.